# 民主党 (韓国 2005-2008)
民主党（みんしゅとう）とは、韓国の政党である新千年民主党が、2005年5月の党名改称以降に使用していた党名。新千年民主党と同一の政党。

## 概説
金大中政権時の与党だった新千年民主党（略称：民主党）は2003年9月に、同党から盧武鉉大統領支持グループが脱党して開かれたウリ党（ウリ党）を結成したことで、野党に転じた。その後、2004年4月に行われた総選挙で惨敗したため、弱体化していた党のイメージ改善を図る目的で、2005年5月に党名を「民主党」に改称した。
その後、2007年6月に、ウリ党からの離党者が結成した中道改革統合新党（중도개혁통합신당、略称：統合新党）と統合して、中道統合民主党（중도통합민주당、略称：統合民主党）を結成したが、2ヶ月足らずで大部分が中道統合民主党を離党して、大統合民主新党（대통합민주신당、略称：民主新党）を結成した。そのため、8月に党名を中道統合民主党から民主党に戻した。
翌2008年2月17日、民主党は、ウリ党議員が中心となって結成した民主新党と統合して、「統合民主党」（통합민주당、略称：民主党）を結成した。2003年9月に新千年民主党から盧武鉉大統領支持グループが離党してウリ党を結成したことに起因した旧与党圏の分裂後、約4年5ヶ月ぶりに旧与党圏は再び一つの政党にまとまった。

## 年表
| 年     | 月日     | 出来事 |
| ------ | -------- | --- |
| 2005年 | 5月6日   | 新千年民主党から民主党へ党名変更。 |
| 2006年 | 5月31日  | 全国同時地方選挙。広域自治団体長（光州広域市、全羅南道）2名、基礎自治団体長20名、広域自治団体議員80名（比例代表9名）、基礎自治団体議員276名（比例代表43名）が当選。 |
| 2006年 | 7月27日  | 国会議員補欠選挙で、2004年に盧武鉉大統領弾劾訴追を主導して落選した趙舜衡（ソウル市城北区乙）が返り咲きを果たす                                                      |
| 2006年 | 10月25日 | 国会議員補欠選挙で、1名当選 |
| 2007年 | 4月25日  | 国会議員補欠選挙で、1名当選 |
| 2007年 | 6月27日  | ウリ党離党者が結成した中道改革統合新党と合併して中道統合民主党に改名。                                                                                              |
| 2007年 | 7月24日  | 党内の大統合推進派4名が離党 |
| 2007年 | 8月3日   | 党内の統合新党系19名が離党。党名を民主党に戻す(13日) |
| 2007年 | 10月15日 | 大統領候補予備選挙で、李仁済が勝利、民主党の大統領候補に確定 |
| 2007年 | 11月12日 | 大統合民主新党(以下、民主新党)の孫鶴圭代表・鄭東泳大統領候補、民主党の朴相千代表・李仁済大統領 候補の4者会合で、民主新党と民主党の統合、候補一本化で合意            |
| 2007年 | 11月20日 | 統合後の党運営をめぐり、民主新党と民主党の交渉が決裂 |
| 2007年 | 11月22日 | 民主新党と民主党の統合交渉は時間切れとなり、統合は白紙に戻る |
| 2007年 | 12月19日 | 大統領選挙、民主党の大統領候補・李仁済は惨敗(得票率0.7%) |
| 2008年 | 2月11日  | 大統合民主新党孫代表と民主党朴代表が会談、両党統合を宣言（17日に正式統合）                                                                                          |
| 2008年 | 2月17日  | 民主新党と民主党が正式に統合、｢統合民主党｣が結成される。 |

## 党勢推移
| 年月日         | 選挙                     | 候補者 | 得票数  | 得票率 |
| -------------- | ------------------------ | ------ | ------- | ------ |
| 2008年12月19日 | 2007年大韓民国大統領選挙 | 李仁済 | 160,708 | 0.7%   |

## 金大中・盧武鉉政権与党の再編過程
出典：聯合ニュースと朝鮮日報及び『朝鮮韓国近現代史事典』(日本評論社)を参考して作成した。